# Tian Zhuangzhuang
Treść tego artykułu może nie być zgodna z zasadami neutralnego punktu widzenia.
Dokładniejsze informacje o tym, co należy poprawić, być może znajdują się w dyskusji tego artykułu.
 Po wyeliminowaniu niedoskonałości należy usunąć szablon [[Szablon:Dopracować|]] z tego artykułu.
Tian Zhuangzhuang (ur. w kwietniu 1952 r. w Pekinie) – chiński reżyser filmowy, zaliczany do tzw. piątej generacji reżyserów chińskich. W kwietniu 1994 r. władze Chińskiej Republiki Ludowej ukarały go zakazem pracy reżyserskiej za zgłoszenie bez pozwolenia filmu Niebieski latawiec na festiwal filmowy w Cannes.

## Filmografia
| Rok  | Tytuł chiński    | Romanizacja pinyin        | Tytuł polski                        | Tytuł angielski                  | Notatki                                                                             |
| ---- | ---------------- | ------------------------- | ----------------------------------- | -------------------------------- | ----------------------------------------------------------------------------------- |
| 1980 | 我们的角落       | Wǒmen de jiǎoluò          | Nasz kąt                            | Our Corner                       | film krótko metrażowy, współreżyserowany z Xie Xiaojing i Cui Xiaoqiu               |
| 1980 | 校园             | Xiàoyuán                  | Dziedziniec                         | The Courtyard                    | film krótko metrażowy                                                               |
| 1981 | 红象             | Hóng xiàng                | Czerwony słoń                       | Red Elephant                     | współreżyserowany z Zhang Jianya i Xie Jiaoping                                     |
| 1983 | 夏天的经历       | Xiàtiān de jīnglì         | Letnie przeżycie                    | The Summer Experience            | serial TV                                                                           |
| 1984 | 九月             | Jiǔ yuè                   | Wrzesień                            | September                        |                                                                                     |
| 1985 | 猎场扎撒         | Lièchǎng zhā sā           | Na polu polowania                   | On the Hunting Ground            |                                                                                     |
| 1986 | 在昨天的档案里   | Zài zuótiān de dǎng’àn lǐ | We wczorajszym archiwum             | Inside Yesterday’s Files         |                                                                                     |
| 1986 | 盗马贼           | Dào mǎ zéi                | Złodziej koni                       | The Horse Thief                  |                                                                                     |
| 1987 | 鼓书艺人         | Gǔ shū yìrén              | Artyści ludowi                      | Folk Artists"                    | również znany jako: The Street Players                                              |
| 1988 | 摇滚青年         | Yáogǔn qīngnián           | Młodzież rocka                      | Rock ’n’ Roll Kids               | również znany jako: Rock Kids                                                       |
| 1989 | 非法生命         | Fēifǎ shēngmìng           | Nielegalne życie                    | Illegal Lives                    | również znany jako: 特别手术室 (Tèbié shǒushù shì; pol. Szczególna sala operacyjna) |
| 1990 | 大太监李莲英     | Dà tàijiàn liliányīng     | Cesarski eunuch Li Lianying         | The Imperial Eunuch: Li Lianying |                                                                                     |
| 1993 | 蓝风筝           | Lán fēngzhēng             | Niebieski latawiec                  | The Blue Kite                    |                                                                                     |
| 2002 | 小城之春         | Xiǎochéng zhī chūn        | Wiosna w małym mieście              | Springtime in a Small Town       |                                                                                     |
| 2004 | 茶马古道：德拉姆 | Chá mǎ gǔdào: Dé lā mǔ    | Starodawna trasa herbaciana: Delamu | Delamu                           |                                                                                     |
| 2005 | 吴清源           | Wú Qīngyuán               | Mistrz go                           | The Go Master                    |                                                                                     |
| 2009 | 狼灾记           | Láng zāi jì               | Wojownik i wilk                     | The Warrior and the Wolf         |                                                                                     |